# Campylaspis urodentata
Campylaspis urodentata är en kräftdjursart som beskrevs av Michel Ledoyer 1988. Campylaspis urodentata ingår i släktet Campylaspis och familjen Nannastacidae.
Artens utbredningsområde är Moçambiquekanalen. Inga underarter finns listade i Catalogue of Life.